# هولي كوك
هولي كوك (بالإنجليزية: Holly Cook)‏ هي متزلجة فنية أمريكية، ولدت في القرن العشرين في يوتا في الولايات المتحدة.